# Lo Vial (station)
Lo Vial är en tunnelbanestation i tunnelbanesystemet Metro de Santiago i Santiago i Chile. Nästföljande station i riktning mot Vespucio Norte är San Miguel och i riktning mot La Cisterna är Departamental.